# Baja California Railroad
Baja California Railroad es una línea de ferrocarril clase III que opera en el noroeste de Baja California, esta línea intercambia con el San Diego and Imperial Valley Railroad en San Ysidro, California. Después de que se completen los esfuerzos de rehabilitación en la parte del ferrocarril de Desert Line, también se planea un intercambio con Union Pacific Railroad en Plaster City, California. No se conecta con ningún otro ferrocarril en el sistema ferroviario de México.

## Historia
Baja California Railroad comenzó sus operaciones en el 2012 usando 71.48 kilómetros de vía, las cuales eran operadas por el Ferrocarril Tijuana y Tecate desde 1910, como parte del San Diego & Arizona Railway de San Diego a El Centro. El ferrocarril es administrado por la Administradora de la Línea corta Tijuana-Tecate, una entidad del gobierno de Baja California.
En febrero de 2013, los directores del ferrocarril anunciaron una inversión de $20 millones para generar un mayor flujo de tráfico. La primera área en desarrollarse será la primera de 20 kilómetros desde la frontera de Tijuana a El Florido hasta Matanuco.  
Las obras de la construcción de las vías férreas de Tijuana comenzaron en mayo de 2013; su mayor concentración fue aumentar la capacidad de las vías, en conjunto con el proyecto de mejoramiento de San Ysidro Freight Rail Yard por SANDAG. 
En junio de 2016, Baja California Railroad obtuvo un contrato de arrendamiento de 99 años con el Sistema de Tránsito Metropolitano de San Diego para rehabilitar y operar 112,75 kilómetros adicionales de vía en los Estados Unidos entre Campo, California y Plaster City, California. La línea, con 57 puentes y 17 túneles, se rehabilitará en tres fases: Fase 1, Campo a Jacumba, California; la fase 2, Dos Cabezas (cerca de Ocotillo Wells) hasta Plaster City; y la fase 3, desde Jacumba hasta Dos Cabezas.
El ferrocarril pagó al Sistema de Tránsito Metropolitano de San Diego, $1 millón por año para retener su contrato de arrendamiento; Baja California Railroad dejó de pagar a partir de 2020, rompiendo su contrato de arrendamiento.

## Rutas y estaciones

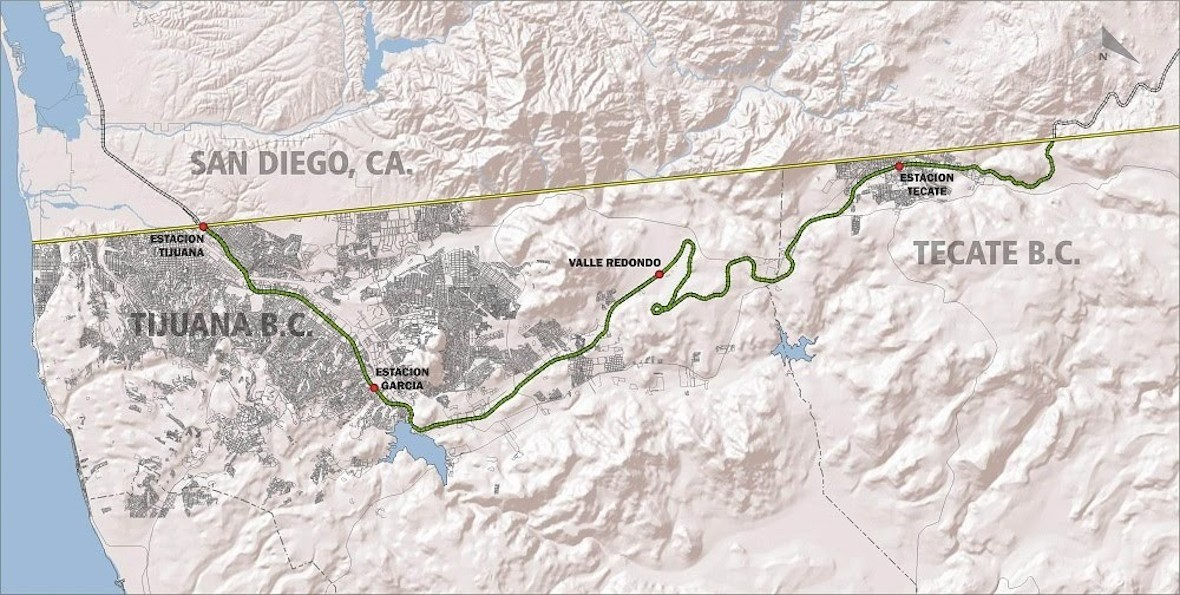
Plano de la línea, con sus cuatro estaciones.

Tras el cambio de administración de Baja California Railroad, esta a optimizado sus servicios e instalaciones fortaleciendo su estructura empresarial. Hoy cuenta con maquinaria en mejores condiciones y excelentes niveles de mantenimiento. Se llevó a cabo la rehabilitación de 71.4 km de vías cambiando el calibre de los rieles de 75 a nuevos calibres de 112 y 115; esto permitirá incrementar de 4,800 vagones anuales que se mueven actualmente a 12,000 vagones.
En las nuevas implementaciones, se cuenta con registro constante y reporte de ETA (Tiempo Estimado de llegada, por sus siglas en inglés)  y se mantiene un convenio con SDVI (Ruta San Diego-San Ysidro).

## Servicios
Los mayores clientes de la línea son Z Gas, North StarGas, Empacadora Rosarito, la Cervecería Cuauhtémoc Moctezuma en Tecate el cual recibe importaciones de grano y jarabe de maíz. Otros clientes reciben cargamentos como borax, manteca de cerdo, madera, acero, papel y alimento para ganado.

## Material rodante
Estas son las locomotoras con las que opera el ferrocarril Baja California Railroad.
- GE B23-7 (4201 Y 4202)
- EMD GP38-2 (3808)
- EMD GP39-9 (Series 3900)